# Beanfun!
beanfun!是台灣數位內容代理、製造商遊戲橘子提供的全方位數位娛樂平台，並藉此整合遊戲帳號管理。
beanfun!目前服務地區包括台灣（中文名稱為「樂豆」）、港澳、中国大陆（中文名稱為「繽放」） 、美國以及歐盟體系的英國、法國與德國。beanfun!設有網頁版本beanfun!和桌面應用程式(港澳、中國大陸、美國運行中)，台灣已於2010年起停止桌面應用程式的服務。2021年1月20日至農曆除夕（2021年2月11日）更名為「遊戲橘子」。

## beanfun!事紀
台灣
- 2009年4月底CB首推beanfun!桌面捷徑啟動遊戲，並整合GASH和beanfun!帳號。
- 2009年11月beanfun!樂豆正式上線，可於各遊戲官網使用beanfun!四大功能：遊戲館、GASH錢包、會員中心、帳號管理。
- 2010年4月推出網頁beanfun!樂豆平台，玩家可透過網頁beanfun!平台啟動遊戲。
- 2010年5月關閉桌面應用程式啟動遊戲功能。
- 2012年6月推出遊戲社群(我的樂豆)功能，提供部分會員試用。
- 2012年8月推出第三方帳號登入模式，可使用Facebook、Google或MSN帳號密碼登入樂豆。

香港
- 2008年9月推出beanfun!桌面應用程式，會員可透過此桌面應用程式啟動遊戲。
- 2010年10月推出網頁beanfun!平台，同時提供遊戲社群(我的樂豆)功能平台，使用者可註冊為GASH或beanfun!帳號，進而使用各項服務與功能。

中國大陸
- 2010年7月beanfun!繽放正式上線，會員可於遊戲官網使用beanfun!四大功能：遊戲館、GASH錢包、會員中心、帳號管理。
- 2011年3月推出網頁beanfun!繽放平台及桌面應用程式，玩家可透過應用程式一鍵啟動遊戲。
- 2011年4月為了優化伺服器環境，因此針對2010年4月起至2011年4月未登入且未消費或儲值的玩家進行帳號清理作業。

美國
- 2010年7月首推英文版beanfun!平台。

歐洲(英國)
- 2011年3月推出英文版beanfun!平台。

歐洲(法國)
- 2011年8月開放註冊。
- 2011年10月推出法文版beanfun!平台。

歐洲(德國)
- 2012年4月推出德文版beanfun!平台。

## 爭議

### 台灣
帳號整合
- beanfun!樂豆因為採單一登入機制(single sign-on)，當beanfun!樂豆維修時，所有需要透過beanfun!樂豆登入的遊戲均無法啟動。
- 目前遊戲橘子所代理的網路遊戲有兩款(絕對武力online、爆爆王)可利用遊戲桌面捷徑啟動遊戲，不需透過beanfun!樂豆啟動，因這些遊戲不是透過beanfun!樂豆登入的安全機制所保護，所以會有被駭客盜走遊戲帳號、虛擬貨幣以及虛擬物品的風險。
- beanfun!樂豆於2009年開始與各遊戲進行整合，啟動遊戲需要透過帳號單一登入機制(single sign-on)，此轉變使得玩家更能快速登入遊戲而不需要再去記憶所有遊戲的帳號密碼，但若沒有使用任何官方提供的安全防盜機制，只要beanfun!主帳號遭到盜用，則所有的遊戲帳號皆會有被盜用的風險，所以玩家必需透過不定期修改密碼並且不使用來路不明的非官方程式，以及建議玩家使用遊戲橘子提供的安全防盜機制來保障帳號安全。

啟動遊戲
- beanfun!(舊版)樂豆平台中，更新時會連同ActiveX控制項元件一併更新，所以玩家有時會因為修改Internet Explorer相關設定，可能導致無法正確更新及安裝ActiveX控制項元件，而無法啟動遊戲，因此需要重新下載beanfun!安裝包才可正常使用。
- New beanfun!樂豆平台中，需要安裝新版遊戲啟動器後，才可以正常的啟動遊戲，當會員啟動遊戲時會執行遊戲啟動器，此時電腦上的防毒軟體會跳出警告是否要允許或是封鎖，容易造成玩家點選封鎖導致無法正確啟動遊戲。
- 升級至New beanfun!的玩家，需要安裝新版遊戲啟動器(安裝路徑在於C:\Program Files (x86)\beanfun!\beanfun! Plugin\新版遊戲啟動器沒有反安裝程序且會在使用者資料夾建立＂beanfun! Plugin＂與＂beanfun! TW＂暫存資料夾，遇到無法啟動遊戲的問題請移除暫存資料夾)後，才可以正常啟動遊戲。
- W7作業系統因為WindowsUpdate的因素導致Internet Explorer 8瀏覽器版本被升級（10或11版本以上與64位元）導致無法正常登入遊戲必須使用＂相容性檢視＂才能正常登入遊戲。
- W7作業系統Internet Explorer 11(64位元)無法使用Playsafecard數位安全卡登入（目前解決辦法只有將Internet Explorer 11降級與使用其他瀏覽器搭配IE Tab）。

其他
- 2009年推出beanfun!樂豆時，並不支援所有瀏覽器導致使用非Internet Explorer及FireFox以外的瀏覽器時常無法正常運作，於2012/06/25推出New beanfun!樂豆平台幾乎支援所有玩家常使用的瀏覽器，大幅改善前述問題。
- beanfun!樂豆能夠支援在64位元電腦上使用預設Internet Explorer 9(32位元)來登入會員與啟動遊戲，如果手動執行Internet Explorer 9(64位元)則會無法登入會員、進而無法啟動遊戲（W7作業系統64位元隨著Internet Explorer 8瀏覽器版本更新10或11系統已經移除32位元捷徑了）。

### 中國大陸
- 啟動遊戲會出現301 Time Out，問題仍存在，疑似玩家網速過慢造成。
- 網頁登入或點選桌面繽放遊戲大廳會因為無法正確呼叫繽放而無法啟動遊戲並出現初始化失敗，玩家重新安裝繽放安裝包即可解決。

### 美國
- 2011年5月，beanfun!發生初始化失敗及讀取過久的問題，beanfun!官網有提供一隻新的更新程式檔以解決該問題，不過仍有玩家反應依舊有上述問題發生。

### 香港
- 初始化失敗問題發生，官方建議玩家重裝下載並安裝beanfun!安裝包即可解決。但於2022年5月17日起，玩家可透過Edge、Chrome或Firefox登入beanfun!，毋需重新下載並安裝beanfun!安裝包。

## 外部連結
- beanfun! 遊戲（页面存档备份，存于）